# Uncertain Guest – Du bist nicht allein
Uncertain Guest – Du bist nicht allein ist ein spanischer Psychothriller aus dem Jahr 2004.

## Handlung
Der Architekt Felix lebt alleine in einem großen Haus, seit seine Frau Vera ihn vor zwei Monaten verlassen hat. Nachdem sie noch einige Sachen aus dem Haus abgeholt hat, klingelt am Abend ein unbekannter Mann. Er bittet darum, telefonieren zu dürfen. Felix lässt ihn im Wohnzimmer allein, doch als er zurückkommt, ist der Unbekannte spurlos verschwunden. Eine Suche im ganzen Haus bleibt erfolglos und Felix stellt fest, dass die Telefonzelle vor dem Haus entgegen der Behauptung des Unbekannten funktioniert. In den nächsten Tagen hört er jedoch seltsame Geräusche und bildet sich ein, dass der Mann immer noch im Haus ist.
Er ruft die Polizei, doch die Beamten finden auch nichts. Dann bittet er Vera zu sich und erzählt ihr von seiner Angst. Als sie ein klapperndes Fenster als vermeintliche Ursache sehen, werden sie von den Gefühlen übermannt und haben spontanen Sex auf dem Boden. Vera bleibt über Nacht bei Felix. Er zeichnet ein Phantombild des Unbekannten. Dann glaubt Felix gehört zu haben, wie Vera in der Küche mit jemandem spricht. Er wird so paranoid, dass er sie versehentlich mit einem Messer am Arm verletzt, woraufhin sie entsetzt das Haus verlässt.
Am nächsten Morgen kommt der Hund seiner Nachbarin Señora Mueller mal wieder ins Haus und rennt über die Treppe nach oben. Die Nachbarin folgt ihm und stürzt die Treppe hinab in den Tod. Die Polizei betrachtet den Sturz trotz Felix’ verwirrtem Gerede als Unfall. Auf dem Heimweg nimmt Felix eine Pistole mit. Er bemerkt auf dem Dachboden eine Person und schießt auf sie. Anschließend sperrt er die Person oben ein, lässt alle Rollläden hinunter und schließt das Haus ab, bevor er den Schlüssel in den Gully wirft. Er setzt sich ins Haus. Bevor er versucht zu schlafen, wirft er das Phantombild, das er gezeichnet hatte, aus dem Fenster. Zwei Kinder entdecken die Zeichnung und identifizieren den Unbekannten als Martin, der in der Nachbarschaft wohnt. 
Felix dringt in Martins Haus ein. Dort sieht er Claudia, die gelähmt im Rollstuhl sitzt, in Begleitung von Martins Freund Bruno. Da Claudia einen verschobenen Stuhl bemerkt, vermutet sie einen Eindringling. In den nächsten Tagen lebt Felix unbemerkt mit ihr im Haus. Anhand eines Fotoalbums sieht er, dass Martin als Archäologe arbeitet und verreist ist. Claudia gerät in Panik, weil Felix ohne ihr Wissen den Treppenlift aktiviert hat. Bruno kommt wieder zu ihr, begleitet von denselben Polizisten, die zuvor auch bei Felix das Haus durchsucht haben. Der weiterhin unentdeckte Felix belauscht ein Gespräch zwischen Claudia und Bruno, in dem sie über Claudias Geburtstag am nächsten Tag reden. Er erfährt auch, dass Martin die hilfsbedürftige Claudia schlecht behandelt. Am Abend beobachtet er die Frau aus seinem Versteck unter dem Bett beim Masturbieren.
Am nächsten Tag gibt es eine Überraschungsparty für Claudia. Felix nutzt die Situation, um offen auf sie zuzugehen. Er nutzt sein in den letzten Tagen erworbenes Wissen für das Gespräch, doch sie ist verwirrt, weil sie ihn nicht kennt. Nachdem die anderen Gäste das Haus verlassen haben, versteckt er sich wieder. Dann wirft er eine große Vase die Treppe hinunter. Darin findet einen Schlüssel, mit dem er in den verschlossenen Keller eindringt. Claudia verrät Bruno nun, dass sie Martin dort unten eingesperrt hat. Im Keller kommt es zum Kampf zwischen Martin und Bruno, bei dem Bruno auf Martin einsticht und dieser zurückschlägt, während Claudia mit dem Rollstuhl von der einstürzenden Holztreppe fällt.
Felix gelangt in einen Tunnel und findet dort Martins Leiche. Er durchschlägt die Wand neben der Leiche und landet überrascht in seinem eigenen Keller. Er schleppt sich angeschlagen die Treppe hoch. Entsetzt bemerkt er, dass die Person, die er vor einigen Tagen angeschossen und eingesperrt hat, Vera ist. Sie enthüllt im Sterben, dass sie schwanger ist.

## Rezeption
Der Film wird überwiegend positiv bewertet. Der Filmdienst schreibt: „Der beeindruckend inszenierte und gespielte Psychothriller zitiert einfühlsam die Klassiker des Genres und schafft sogar die Wende zum Komödiantischen.“ Der Rezensent von filmtipps.at vergleicht Morales’ Arbeit mit anderen Regisseuren: „Schon in seinem Debüt operiert der junge Spanier anfänglich mit Hitchcock’scher Suspense und der psychologischen Tiefgründigkeit der frühen Polanski-Thriller; nur um gegen Ende mit der Eiseskälte eines Agusti Villaronga die Abgründe endgültig auszuloten.“ In der Rezension von kino-zeit.de heißt es: „Uncertain Guest ist nicht nur verdammt stark gespielt, auch sind viele Ideen wirklich originell und die Atmosphäre von Beginn an bedrohlich und düster, zunehmende Paranoia inklusive. […] Auch die Idee mit der abrupten Wende in der Mitte des Films ist stark, obwohl einiges, was nun folgt etwas weit her geholt ist.“